# Odcięta
Odcięta (łac. abscissa) – pierwsza współrzędna w kartezjańskim układzie współrzędnych (zwanym też prostokątnym układem współrzędnych). Oznaczana jest przeważnie symbolem x, zaś jej oś symbolem OX.